# Alfafar
Alfafar là một đô thị ở comarca Horta Sud cộng đồng Valencia, Tây Ban Nha. Đô thị này có diện tích 10,1 km², dân số thời điểm năm 2006 là 20.322 người.